# 296820 Paju
296820 Paju è un asteroide della fascia principale. Scoperto nel 2009, presenta un'orbita caratterizzata da un semiasse maggiore pari a 2,651169 UA e da un'eccentricità di 0,143263, inclinata di 1,814943° rispetto all'eclittica.